# Пухлина Юінга
Пухлина Юінга — рід злоякісних пухлин. У стоматології рідко уражають щелепи, частіше верхню у осіб молодше 20 років. Початок пов'язаний з травмою, досить гострий, болі колючого характеру, гіпертермія (38-40 °C), лейкоцитоз, підвищення швидкості осідання еритроцитів, зміни нагадують запальні явища. Рентгенологічно характеризується кількома вогнищами деструкції, різними за величиною, без чітких контурів, швидким втягненням у патологічний процес окістя, у періоди сповільнення росту — вогнищами остеосклерозу, відсутністю специфічної періостальної реакції, метастазами у лімфатичні вузли та кістки.

## Перелік пухлин Юінга
- лімфангіоендотеліома
- круглоклітинна саркома
- ендотеліальна саркома
- мієлома
- етикулоендотеліома
- ретикулярна мієлома